# Neocerura wisei
Neocerura wisei är en fjärilsart som beskrevs av Swinhoe 1891. Neocerura wisei ingår i släktet Neocerura och familjen tandspinnare. Inga underarter finns listade i Catalogue of Life.